# Mathieu, Calvados
Mathieu är en kommun i departementet Calvados i regionen Normandie i norra Frankrike. Kommunen ligger i kantonen Douvres-la-Délivrande som ligger i arrondissementet Caen. År 2022 hade Mathieu 2 339 invånare.

## Befolkningsutveckling
Antalet invånare i kommunen Mathieu
Referens: INSEE